# 山梨県警察
山梨県警察（やまなしけんけいさつ）は、山梨県が設置した警察組織。山梨県公安委員会の管理の下、山梨県内を管轄し、山梨県警と略称する。給与支払者は山梨県知事である。関東管区警察局管内。本部所在地は甲府市丸の内1丁目6-1。

## 沿革
- 1954年（昭和29年）7月1日 - 警察法施行により山梨県警察発足。
- 2007年（平成19年）4月、警察署管轄の変更および統合を実施。
- 2013年（平成25年）11月、本部機能を新たに竣工した「防災新館」に移転。
- 2023年（令和5年）4月1日、組織改正に伴い生活安全部にある通信指令課を生活安全部地域課へ移し通信指令室に改称、生活安全部生活安全捜査課にあるサイバー犯罪対策室を、生活安全部サイバー犯罪対策課に格上げした。また甲斐警察署管内に設置されている敷島北警察官駐在所を敷島交番に改編し、敷島北警察官駐在所および敷島南警察官駐在所は廃止された。

## 本部組織
- 総務室
  - サイバー推進官
  - 総務課
    - 庶務・企画係
    - 課長補佐(秘書)
      - 秘書係

    - 課長補佐(総務)
      - 総務係

    - 公安委員会補佐室
      - 課長補佐(公安委員会補佐)
        - 公安委員会補佐係

    - 被疑者取調べ監督室
      - 課長補佐(取調べ監督)
        - 取調べ監督係

    - 県民広報相談センター
      - 課長補佐(広聴・広報)
        - 広聴・広報係
        - 情報発信係

      - 課長補佐(音楽隊)
        - 音楽隊

      - 課長補佐(警察安全相談)
        - 警察安全相談係

  - 会計課
    - 課長補佐(庶務)
      - 庶務係

    - 課長補佐(出納)
      - 出納係

    - 課長補佐(予算)
      - 予算係

    - 課長補佐(調度)
      - 調度係

    - 施設整備室
      - 課長補佐(管財)
        - 管財企画係
        - 管財係

      - 課長補佐(営繕)
        - 営繕係

    - 監査室
      - 課長補佐(監査)
        - 監査係
- 警務部
  - サイバー推進官
  - 情報管理課
    - 庶務係
    - 課長補佐(情報システム企画・指導)
      - 情報システム企画・指導係
      - 情報セキュリティ係

    - 課長補佐(情報システム運用)
      - 情報システム運用係

    - 照会センター
      - 課長補佐(所長補佐)
        - 照会係

  - 警務課
    - 庶務係
    - 課長補佐(人事)
      - 人事係

    - 課長補佐(採用)
      - 採用係

    - 課長補佐(給与)
      - 給与係

    - 課長補佐(装備)
      - 装備第一係
      - 装備第二係

    - 企画室
      - 課長補佐(企画第一)
        - 企画第一係

      - 課長補佐(企画第二)
        - 企画第二係

      - 課長補佐(文書・情報公開)
        - 法制・文書審査係
        - 文書管理・情報公開係

    - 犯罪被害者支援室
      - 課長補佐(犯罪被害者支援)
        - 犯罪被害者支援係

  - 厚生課
    - 庶務係
    - 課長補佐(厚生)
      - 厚生係

    - 課長補佐(共済)
      - 共済係

    - 健康管理室
      - 課長補佐(健康管理)
        - 生活相談係
        - 健康管理係

  - 監察課
    - 課長補佐(表彰)
      - 庶務係
      - 表彰係

    - 課長補佐(監察企画)
      - 監察企画係

    - 課長補佐(監察第一)
      - 監察第一係

    - 課長補佐(監察第二)
      - 監察第二係

    - 留置管理室
      - 課長補佐(留置管理)
        - 管理係
        - 護送係

  - 教養課
    - 課長補佐(教養)
      - 庶務・企画係
      - 職場教養係
      - 学校教養係

    - 課長補佐(術科)
      - 術科第一係
      - 術科第二係
- 生活安全部
  - サイバー推進官
  - 生活安全企画課
    - 課長補佐(庶務)
      - 庶務係

    - 課長補佐(企画調整)
      - 企画調整係

    - 課長補佐(生活安全)
      - 生活安全係

    - 課長補佐(犯罪抑止)
      - 犯罪抑止係
      - 街頭防犯カメラ設置促進係

    - 許認可管理室
      - 課長補佐(許認可管理)
        - 許認可第一係
        - 許認可第二係

  - 人身安全・少年課
    - 課長補佐(庶務)
      - 庶務係

    - 課長補佐(企画・指導)
      - 企画・指導係

    - 課長補佐(子供と女性の安全を守る対策)
      - 子供と女性の安全を守る対策係

    - 課長補佐(人身安全対策第一)
      - 人身安全対策第一係

    - 課長補佐(人身安全対策第二)
      - 人身安全対策第二係

    - 課長補佐(人身安全対策第三)
      - 人身安全対策第三係

    - 少年サポートセンター
      - 課長補佐(所長補佐)
        - 少年相談
        - 少年補導

  - 生活安全捜査課
    - 課長補佐(企画・指導)
      - 庶務係
      - 企画・指導係

    - 課長補佐(生活安全捜査第一)
      - 生活安全捜査第一係

    - 課長補佐(生活安全捜査第二)
      - 生活安全捜査第二係

    - 課長補佐(生活安全捜査第三)
      - 生活安全捜査第三係

  - 保安課
  - 地域課
    - 課長補佐(庶務・運用)
      - 庶務・運用係

    - 地域指導室
      - 課長補佐(企画)
        - 企画係

      - 課長補佐(指導)
        - 指導係
        - 職務質問指導係

    - 通信指令室
      - 課長補佐(通信企画・指導)
        - 通信企画・指導係
        - 通信運用係

      - 課長補佐(第一通信指令官)
        - 指令第一係

      - 課長補佐(第二通信指令官)
        - 指令第二係

      - 課長補佐(第三通信指令官)
        - 指令第三係

    - 鉄道警察隊
      - 課長補佐(隊長補佐)
        - 小隊

    - 山岳警備安全対策隊
      - 課長補佐(隊長補佐)
        - 企画・指導係
        - 救助係

  - サイバー犯罪対策課
    - 課長補佐(庶務)
      - 庶務係

    - 課長補佐(サイバー犯罪対策)
      - サイバーセキュリティ対策係
      - サイバー犯罪対策係

    - 課長補佐(サイバー犯罪捜査)
      - サイバー犯罪捜査第一係
      - サイバー犯罪捜査第二係
- 刑事部
  - サイバー推進官
  - 刑事企画課
    - 課長補佐(庶務・通訳)
      - 庶務係
      - 通訳係

    - 課長補佐(企画調整)
      - 企画係
      - 手配・共助係

    - 犯罪捜査指導支援室
      - 課長補佐(指導)
        - 指導・公判係
        - 取調べ・通信傍受係

      - 課長補佐(支援)
        - 犯罪分析係
        - 犯罪統計係
        - 手口係

  - 捜査第一課
    - 課長補佐(庶務)
      - 庶務係

    - 課長補佐(企画・指導)
      - 企画・指導係

    - 課長補佐(強行犯第一)
      - 強行犯第一係
      - 強行犯第二係

    - 課長補佐(強行犯第二)
      - 強行犯第三係
      - 強行犯第四係

    - 課長補佐(特命)
      - 特命第一係
      - 特命第二係

    - 課長補佐(特殊事件捜査)
      - 特殊事件捜査係
      - 科学捜査係

    - 課長補佐(盗犯)
      - 盗犯第一係
      - 盗犯第二係

    - 検視指導室
      - 課長補佐(検視第一)
        - 検視第一係

      - 課長補佐(検視第二)
        - 検視第二係

      - 課長補佐(検視第三)
        - 検視第三係

  - 捜査第二課
    - 庶務係
    - 課長補佐(知能犯・告訴告発)
      - 知能犯係
      - 告訴・告発係
      - 選挙係

    - 課長補佐(広域知能犯)
      - 広域知能犯係

    - 課長補佐(知能犯特捜第一)
      - 知能犯特捜第一係
      - 知能犯特捜第二係

    - 課長補佐(知能犯特捜第二)
      - 知能犯特捜第三係
      - 知能犯特捜第四係

  - 組織犯罪対策課
    - 課長補佐(庶務)
      - 庶務係

    - 課長補佐(企画・暴排)
      - 企画・指導係
      - 暴力団排除係

    - 課長補佐(情報指導・指定・解明)
      - 情報指導分析係
      - 指定命令係
      - 犯罪収益解明係

    - 組織犯罪捜査室
      - 課長補佐(組織犯罪捜査第一)
        - 組織犯罪捜査第一係
        - 組織犯罪捜査第二係
        - 組織犯罪捜査第三係

      - 課長補佐(組織犯罪捜査第二)
        - 組織犯罪捜査第四係
        - 組織犯罪捜査第五係
        - 組織犯罪捜査第六係

      - 課長補佐(組織犯罪捜査第三)
        - 組織犯罪捜査第七係
        - 組織犯罪捜査第八係

    - 電話詐欺捜査室
      - 課長補佐(電話詐欺捜査)
        - 電話詐欺分析係
        - 電話詐欺捜査第一係
        - 電話詐欺捜査第二係

  - 鑑識課
    - 庶務係
    - 課長補佐(指導・資料)
      - 指導係
      - 資料係

    - 課長補佐(指紋)
      - 指紋係

    - 課長補佐(現場鑑識)
      - 機動鑑識班
      - 現場係

  - 科学捜査研究所
    - 課長補佐(庶務・企画)
      - 庶務・企画係

    - 課長補佐(法医)
      - 法医係

    - 課長補佐(化学)
      - 化学係

    - 課長補佐(物理)
      - 物理係

    - 課長補佐(文書・心理)
      - 文書係
      - 心理係

  - 機動捜査隊
    - 課長補佐(庶務)
      - 庶務係

    - 課長補佐(機動捜査)
      - 機動捜査第一係
      - 機動捜査第二係
      - 機動捜査第三係
- 交通部
  - サイバー推進官
  - 交通企画課
    - 課長補佐(庶務)
      - 庶務係

    - 課長補佐(企画)
      - 企画係

    - 課長補佐(交通事故分析)
      - 交通事故分析係

    - 課長補佐(安全教育)
      - 安全教育係

  - 交通指導課
    - 課長補佐(庶務)
      - 庶務係

    - 課長補佐(指導取締)
      - 指導取締係

    - 課長補佐(放置駐車対策)
      - 放置駐車対策係

    - 交通捜査室
      - 課長補佐(交通捜査第一)
        - 交通捜査第一係

      - 課長補佐(交通捜査第二)
        - 交通捜査第二係

      - 課長補佐(交通捜査第三)
        - 交通捜査第三係

    - 交通反則通告センター
      - 課長補佐(所長補佐)
        - 交通反則通告係

  - 交通規制課
    - 課長補佐(庶務)
      - 庶務係

    - 課長補佐(規制企画)
      - 規制企画係

    - 課長補佐(規制)
      - 規制第一係
      - 規制第二係

    - 交通管制センター
      - 課長補佐(所長補佐)
        - 管制第一係
        - 管制第二係

  - 運転免許課
    - 課長補佐(庶務)
      - 庶務係

    - 課長補佐(行政処分)
      - 行政処分第一係
      - 行政処分第二係

    - 課長補佐(講習)
      - 講習係
      - 適性検査所係
      - 高齢運転者支援係

    - 課長補佐(免許)
      - 免許第一係
      - 免許第二係

    - 課長補佐(都留分室)
      - 免許係
      - 試験係
      - 高齢運転者支援係

    - 課長補佐(試験)
      - 試験第一係
      - 試験第二係
      - 教習所指導係

  - 交通機動隊
    - 課長補佐(副隊長)
      - 庶務係
      - 企画指導係

    - 課長補佐(交通機動)
      - 小隊

  - 高速道路交通警察隊
    - 課長補佐(庶務・企画)
      - 庶務・企画係

    - 課長補佐(交通捜査)
      - 交通捜査係

    - 課長補佐(西部)
      - 甲府分駐隊
      - 増穂分駐隊

    - 課長補佐(東部)
      - 大月分駐隊
- 警備部
  - サイバー推進官
  - 警備第一課
    - 課長補佐(庶務・企画)
      - 庶務・企画係

    - 課長補佐(資料)
      - 資料係

    - 課長補佐(情報第一)
      - 情報第一係

    - 課長補佐(情報第二)
      - 情報第一係
      - 情報第二係
      - 情報第三係
      - 情報第四係

    - 課長補佐(情報第三)
      - 情報第一係

    - 課長補佐(情報第四)
      - 情報第一係
      - 情報第二係
      - 情報第三係
      - 情報第四係
      - 情報第五係

    - 課長補佐(サイバー攻撃・事件)
      - サイバー攻撃・事件係

    - 外事・国際テロリズム対策室
      - 課長補佐(対策第一)
        - 対策第一係
        - 対策第二係

      - 課長補佐(対策第二)
        - 対策第一係
        - 対策第二係

  - 警備第二課
    - 課長補佐(庶務)
      - 庶務係

    - 課長補佐(警衛・警護)
      - 警衛・警護係

    - 警衛・警護室
      - 課長補佐(警衛・警護)
        - 警衛・警護第一係
        - 警衛・警護第二係

    - 危機管理室
      - 課長補佐(災害・富士山噴火)
        - 災害対策係
        - 富士山噴火対策係

      - 課長補佐(実施)
        - 実施係

    - 航空隊
      - 課長補佐(管理飛行)
        - 管理飛行班

      - 課長補佐(整備)
        - 整備班

  - 機動隊
    - 課長補佐(副隊長)
      - 庶務係
      - 企画・装備係
      - 小隊
- 警察学校
  - 課長補佐(校務)
    - 庶務係

  - 課長補佐(教務)
    - 教務係

  - 課長補佐(学生)
    - 学生係

## データ
- 警察署数 - 12
- 交番数- 23
- 駐在所数 - 117
- パトカー - 100台
- 白バイ - 30台
- 警備艇 - 2隻
  - 梨1 はまなし 富士吉田（山中湖） 8m型
  - 梨2 ふじざくら 富士吉田（河口湖） 8m型
- ヘリコプター - 1機

## 警察署
2022年（令和4年）1月現在、12の警察署がある。また、分庁舎が3箇所、交番が23箇所、駐在所が117箇所ある。警察車両ナンバー地名は富士山北麓地域（富士吉田市と南都留郡）が「富士山」（静岡県富士山南麓地域と共通）、それ以外の地域が「山梨」となる。
| ※      | 地方 | 警察署名称       | 所在地                       | 管轄区域                                                   |
| ------ | ---- | ---------------- | ---------------------------- | ---------------------------------------------------------- |
| 山梨   | 国中 | 甲府警察署       | 甲府市中央1丁目10-1          | 甲府市の北部                                               |
| 山梨   | 国中 | 南甲府警察署     | 甲府市中小河原町 404-1       | 甲府市の南部、中央市、中巨摩郡昭和町                       |
| 山梨   | 国中 | 南アルプス警察署 | 南アルプス市十五所 795-2     | 南アルプス市                                               |
| 山梨   | 国中 | 甲斐警察署       | 山梨県甲斐市志田670          | 韮崎市、甲斐市                                             |
| 山梨   | 国中 | 北杜警察署       | 北杜市長坂町長坂上条 2575-79 | 北杜市                                                     |
| 山梨   | 国中 | 鰍沢警察署       | 富士川町最勝寺1306           | 南巨摩郡富士川町、西八代郡市川三郷町                       |
| 山梨   | 国中 | 南部警察署       | 南部町南部9335-1             | 南巨摩郡南部町・早川町・身延町（本栖湖区域を除く）         |
| 山梨   | 国中 | 笛吹警察署       | 笛吹市石和町市部555          | 笛吹市                                                     |
| 山梨   | 国中 | 日下部警察署     | 山梨市北261                  | 山梨市、甲州市                                             |
| 山梨   | 国中 | 富士吉田警察署   | 富士吉田市旭1丁目5-1         | 南巨摩郡身延町（本栖湖区域）                               |
| 富士山 | 郡内 | 富士吉田警察署   | 富士吉田市旭1丁目5-1         | 富士吉田市、南都留郡富士河口湖町・鳴沢村・忍野村・山中湖村 |
| 富士山 | 郡内 | 大月警察署       | 大月市大月町真木 197-3       | 南都留郡西桂町・道志村                                     |
| 山梨   | 郡内 | 大月警察署       | 大月市大月町真木 197-3       | 大月市、都留市                                             |
| 山梨   | 郡内 | 上野原警察署     | 上野原市上野原3819           | 上野原市、北都留郡丹波山村・小菅村                         |

### 警察署の再編
- 2007年（平成19年）4月1日
  - 市川警察署が鰍沢警察署と統合して市川分庁舎となる。
  - 塩山警察署が日下部警察署と統合して塩山分庁舎となる。
  - 都留警察署が大月警察署と統合して都留分庁舎となる。

## 管内で発生した主な事件・事故
- 1969年（昭和44年）11月5日 - 大菩薩峠事件：塩山市（現：甲州市）の山小屋『福ちゃん荘』において、警視庁と合同の警察部隊が突入、潜伏中の共産主義者同盟赤軍派（赤軍派）53名のメンバーを凶器準備集合で逮捕、武器なども押収した。
- 1980年（昭和55年）
  - 8月2日 - 司ちゃん誘拐殺人事件：東八代郡一宮町（現：笛吹市）在住の男児（当時5歳：保育園児）が身代金目的で誘拐されて2日後（8月4日）に殺害され、死体を中巨摩郡敷島町（現：甲斐市）に遺棄された事件[1]。
  - 8月14日 - 富士山大規模落石事故：富士山の山頂付近で大規模落石が発生し、吉田ルートにいた多数の登山者が巻き込まれた事故。12人が死亡、29人が負傷。
- 1993年（平成5年）8月10日 - 甲府信金OL誘拐殺人事件：甲府市で発生した身代金目的の誘拐殺人事件。
- 1995年（平成7年）3月22日 - 西八代郡上九一色村（現：南都留郡富士河口湖町）のオウム真理教関連施設を警視庁と合同で強制捜査。
- 2012年（平成24年）12月2日 - 笹子トンネル天井板落下事故：大月市笹子町の中央自動車道上り線笹子トンネルで天井板のコンクリート板が落下し、走行中の車複数台が巻き込まれて9人が死亡した事故
- 2014年（平成26年）8月22日・10月19日 - マニラ連続保険金殺人事件：フィリピンのマニラおよびその近郊で2人の山梨県在住の男性が射殺された事件。
- 2019年（令和元年）9月21日 - 山梨キャンプ場女児失踪事件：南都留郡道志村のキャンプ場で女児が行方不明となった事件。
- 2021年（令和3年）10月12日 - 甲府市殺人放火事件：甲府市で発生した放火殺人事件。

### 冤罪事件
山梨県警が管轄した事件で、無罪が確定した冤罪事件を掲載する。
- 石和事件

## 機動隊部隊マーク
- 県警機動隊
  - 赤色の武田菱
- 関東管区機動隊（赤ダイヤ）
  - 黄色の武田菱

## 不祥事
- 2007年7月 - 甲府警察署地域課の巡査長の私物PCがファイル交換ソフト「Winny」を介してウイルスに感染し、犯罪被害者ら約610人分の個人情報を含む捜査資料がインターネット上に流出した[2]。
- 2012年2月 - 甲府地方検察庁は20日、備品（廃棄した制帽や帽子の徽章、階級章など7種の支給品）を盗み、インターネットオークションで売却していたとして、窃盗の疑いで逮捕された刑事部捜査第一課の男性警部補（44歳）（懲戒免職処分）を「社会的制裁を受けている」などとして起訴猶予処分とした。元男性警部補は2008年3月～2010年12月に76回にわたりオークションに出品したと説明。このほかパトカーのランプなども業者から入手して出品、落札総額は約123万円に達するとのこと[3]。
- 2017年7月 - 日下部警察署刑事課の男性警部補（47歳）が14日午後11時10分ごろ、甲府市和戸町の飲食店の駐車場で酒気を帯びて乗用車を運転。バックさせた際に別の乗用車に衝突、110番通報で駆け付けた警察官が調べたところ、男性警部補の呼気から基準値を超えるアルコールが検出された。県警は15日、男性警部補を道路交通法違反（酒気帯び運転）の疑いで逮捕した[4]。
- 2019年7月 - 鰍沢警察署の男性巡査長（28歳）が2018年12月28日ごろ、勤務していた南甲府警察署で、担当していた刑事事件の捜査書類4点をシュレッダーにかけたり、保管倉庫から証拠品1点を持ち出したりして廃棄したとして7月18日に公文書毀棄と証拠隠滅の疑いで書類送検された。また、県警は停職1ヵ月の懲戒処分とし、男性巡査長は同日付で依願退職[5]。
- 2019年7月 - 28日に県警生活安全捜査課の男性警部補（52歳）が他人の住宅の敷地内に立ち入ったとして住居侵入の現行犯で逮捕された。男性警部補は知人との飲み会に参加した後で、酩酊状態であった[6]。
- 2019年10月 - 猟銃所持者から許可更新の申請がされた際に、更新が認められない「欠格事由」があることに気付いたにもかかわらず、虚偽の書類を作成し、許可した。2021年10月15日、虚偽有印公文書作成・同行使の容疑で、県警本部に所属する一般職員3人と、元職員1人の計4人が書類送検された。元職員が主導し、「不更新の手続きをする方が煩雑になってしまうと思った」と話しているという[7]。
- 2020年6月20日 - タクシーに無賃乗車したとして逮捕され、甲府警察署で取り調べを受けていた男（45歳）が3階の部屋で昼食を食べていた際、監視していた署員の隙を見て逃走。警察は、緊急配備を敷いて行方を捜し、約20分後に100メートルほど離れた甲府市役所1階の男子トイレで男を発見し、確保した。県警は、監視していた男性巡査長（20代）が、居眠りをしていた可能性があるとみて調べてる。また県警は、監視役が当直勤務明けの署員だったことから勤務状況などを踏まえた人員配置など再発防止の徹底を6月25日までに各警察署へ指示した[8]。
- 2020年10月上旬 - 生活安全部の50歳代の男性警視が、通勤途上に身延線の電車内で、10代女性のスカート内を小型カメラで盗撮したとして、県警が事情聴取。県警はこの警視を書類送検する方針で、懲戒処分も検討している[9]。
- 2021年8月、東京パラリンピック警備のため、山梨県警から緊急事態宣言下の東京に派遣されていた「特別派遣部隊」の複数の男性隊員が内規に反して宿舎で飲酒し、深夜に外出して風俗店へ行き、市民とトラブルを起こし110番通報されていたことが同月30日、警察関係者への取材で分かったと報じられた。一般人にけがはなし。これを受け、山梨県警から派遣された約40人全員が警備から外れ、帰任させられた[10][11]。

## その他
県内に富士山、南アルプス、八ヶ岳といった山岳地域があることから、ウェブサイト上で山岳情報を提供する。シンボルマスコットは「ふじ君」。